# Boninena ogasawarae
Boninena ogasawarae là một loài ốc hô hấp trên cạn, là động vật thân mềm chân bụng có phổi sống trên cạn thuộc họ Enidae.
Đây là loài đặc hữu của Nhật Bản.